# Волтон (Індіана)
Волтон (англ. Walton) — місто (англ. town) в США, в окрузі Кесс штату Індіана. Населення — 962 особи (2020).

## Географія
Волтон розташований за координатами 40°39′45″ пн. ш. 86°14′40″ зх. д. / 40.66250° пн. ш. 86.24444° зх. д. (40.662390, -86.244401).  За даними Бюро перепису населення США в 2010 році місто мало площу 1,10 км², уся площа — суходіл.

## Демографія
Згідно з переписом 2010 року, у місті мешкало 1049 осіб у 408 домогосподарствах у складі 284 родин. Густота населення становила 950 осіб/км².  Було 449 помешкань (407/км²).
Расовий склад населення:
| - 93,2 % — білих - 0,3 % — чорних або афроамериканців - 0,3 % — азіатів - 0,1 % — корінних американців - 4,5 % — осіб інших рас |

До двох чи більше рас належало 1,6 %. Частка іспаномовних становила 9,5 % від усіх жителів.
За віковим діапазоном населення розподілялося таким чином: 27,5 % — особи молодші 18 років, 57,5 % — особи у віці 18—64 років, 15,0 % — особи у віці 65 років та старші. Медіана віку мешканця становила 36,4 року. На 100 осіб жіночої статі у місті припадало 87,3 чоловіків;  на 100 жінок у віці від 18 років та старших — 84,7 чоловіків також старших 18 років.
Середній дохід на одне домашнє господарство  становив 47 594 долари США (медіана — 42 974), а середній дохід на одну сім'ю — 56 002 долари (медіана — 48 063). Медіана доходів становила 40 096 доларів для чоловіків та 31 563 долари для жінок. За межею бідності перебувало 13,8 % осіб, у тому числі 27,1 % дітей у віці до 18 років та 5,2 % осіб у віці 65 років та старших.
Цивільне працевлаштоване населення становило 504 особи. Основні галузі зайнятості: виробництво — 26,8 %, освіта, охорона здоров'я та соціальна допомога — 24,8 %, науковці, спеціалісти, менеджери — 8,1 %, роздрібна торгівля — 6,2 %.